# Robert Maillart

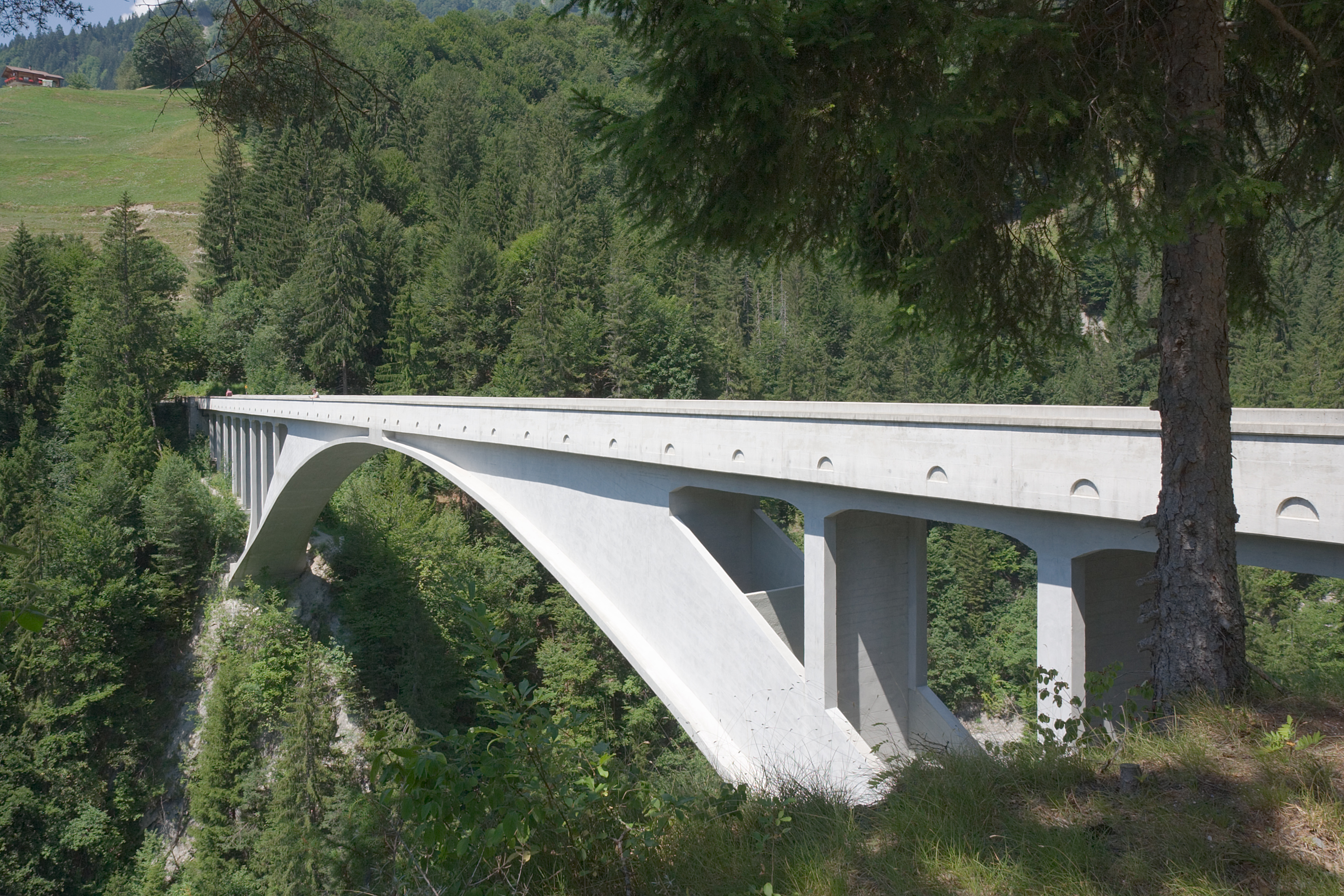
Most Salginatobel

Robert Maillart (6. února 1872, Bern – 5. dubna 1940, Ženeva) byl švýcarský stavební inženýr a podnikatel. Na začátku 20. století postavil s využitím železobetonu jako nového stavebního materiálu mnoho obloukových betonových mostů a širokorozponových bezprůvlakových hřibových stropů, které nadále udávaly směr ve vývoji inženýrských konstrukcí.

## Život

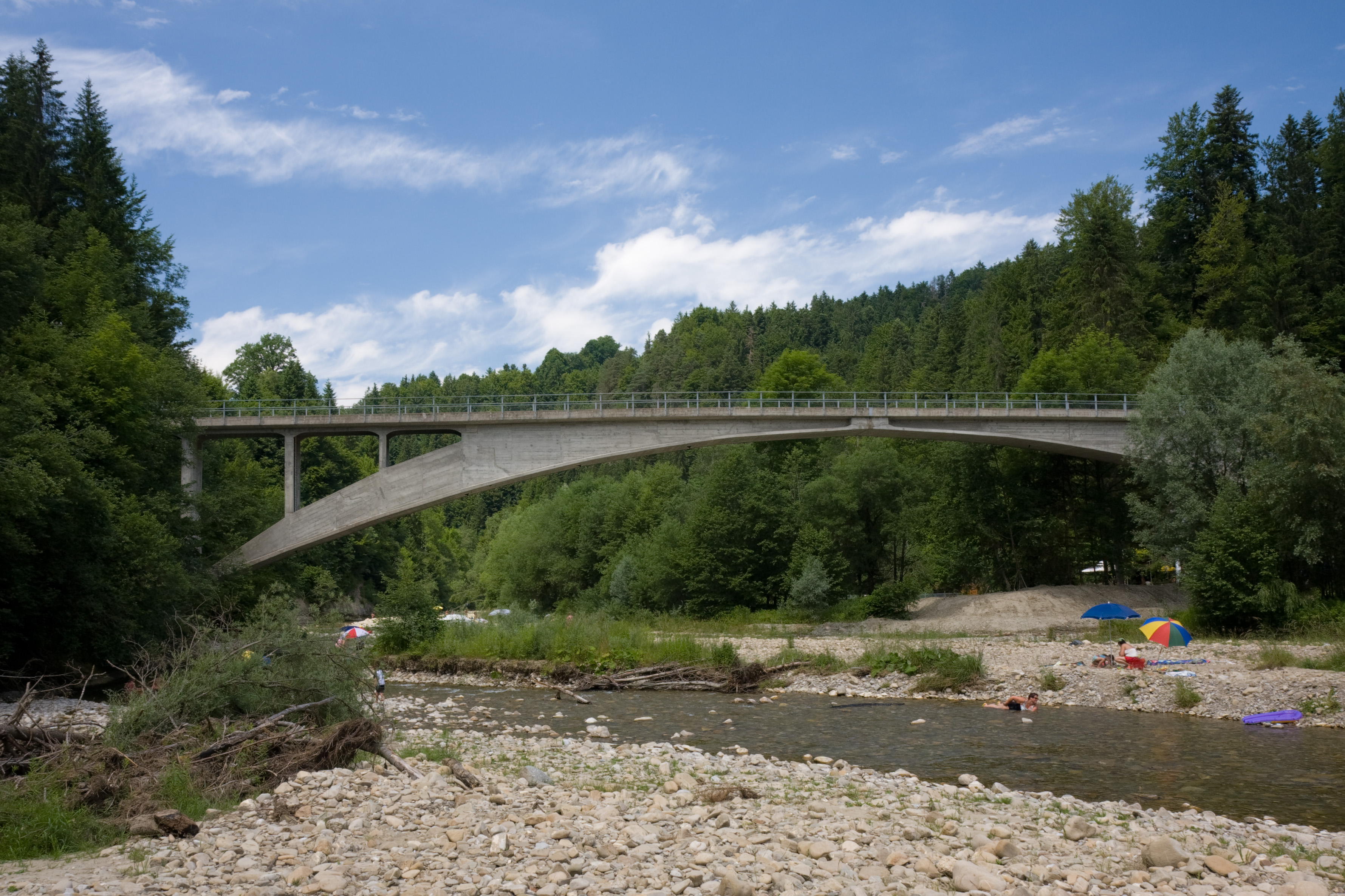
Most Rossgraben v Hinterfultigenu

Robert Maillart v rodném městě studoval na gymnáziu, studium úspěšně ukončil v roce 1889. Poté přešel do Curychu, kde se věnoval stavebnímu inženýrství na zdejší Polytechnice, dnešní ETH Zürich, jejíž diplom obdržel v roce 1894.
První zaměstnání získal v inženýrské kanceláři Pümpin & Herzog v Bernu, v letech 1897 až 1899 pracoval na stavebním úřadě v Curychu. Od roku 1899 do 1902 byl zaměstnancem projektantské kanceláře Froté & Westermann, specializované na železobetonové konstrukce. Firma mimo jiné projektovala most přes řeku Inn v Zuoz, postaven byl v roce 1901.
V roce 1902 založil Maillart s partnery stavební firmu Maillart & Cie. Ta mimo jiné postavila Tavanaský most přes řeku Rýn s unikátní konstrukcí, která získala uznání odborné veřejnosti. Most se však v roce 1927 následkem sesuvu hornin zřítil.
Maillart vyvinul bezprůvlakový hřibový strop, který si nechal v roce 1908 patentovat. Díky tomu získal mnoho zákazek na skladovací a průmyslové objekty ve Švýcarsku i celé Evropě a Rusku. V době vypuknutí první světové války byl Maillart i s rodinou pracovně Rize. Jeho žena zde v roce 1916. Vrátit zpět do Švýcarska se však mohl až po skončení války koncem roku 1918 jako uprchlík, jeho stavební firma už v té době neexistovala.
Maillart, který byl v té době téměř bez finančních prostředků, založil začátkem následujícího roku vlastní projektantskou kancelář, která je činná pod tímto jménem až do současnosti. Po těžkých začátcích začal od roku 1925 opět navrhovat mosty ve Švýcarsku, což firmě umožnilo založení poboček v Bernu a Curychu.
Maillartovy mosty, jako nejvýraznější odkaz jeho projektantského díla, se vyznačují vynikajícím architektonickým ztvárněním, zřetelně respektující okolní přírodní prostředí a jsou charakteristické důrazným zohledněním a optimálním využitím železobetonových nosných elementů. Tyto mosty byly mimo jiného navrhovány tak, aby byla podpůrná konstrukce jejich oblouku během výstavby co nejlehčí. Mezi Maillartovými technicky a esteticky skvostnými mosty se nejslavnějším stal 90 metrů dlouhý obloukový most Salginatobel v Schiers u Graubündenu z roku 1930. Ten byl později americkým svazem inženýrů vyhlášen „Světovým monumentem“.
V roku 1937 se Robert Maillart stal čestným členem „Royal Institute of British Architects“.

## Stavby
Pouze výběr:
- Stauffacherbrücke, Curych, 1899
- Inn-Brücke, Zuoz, 1901

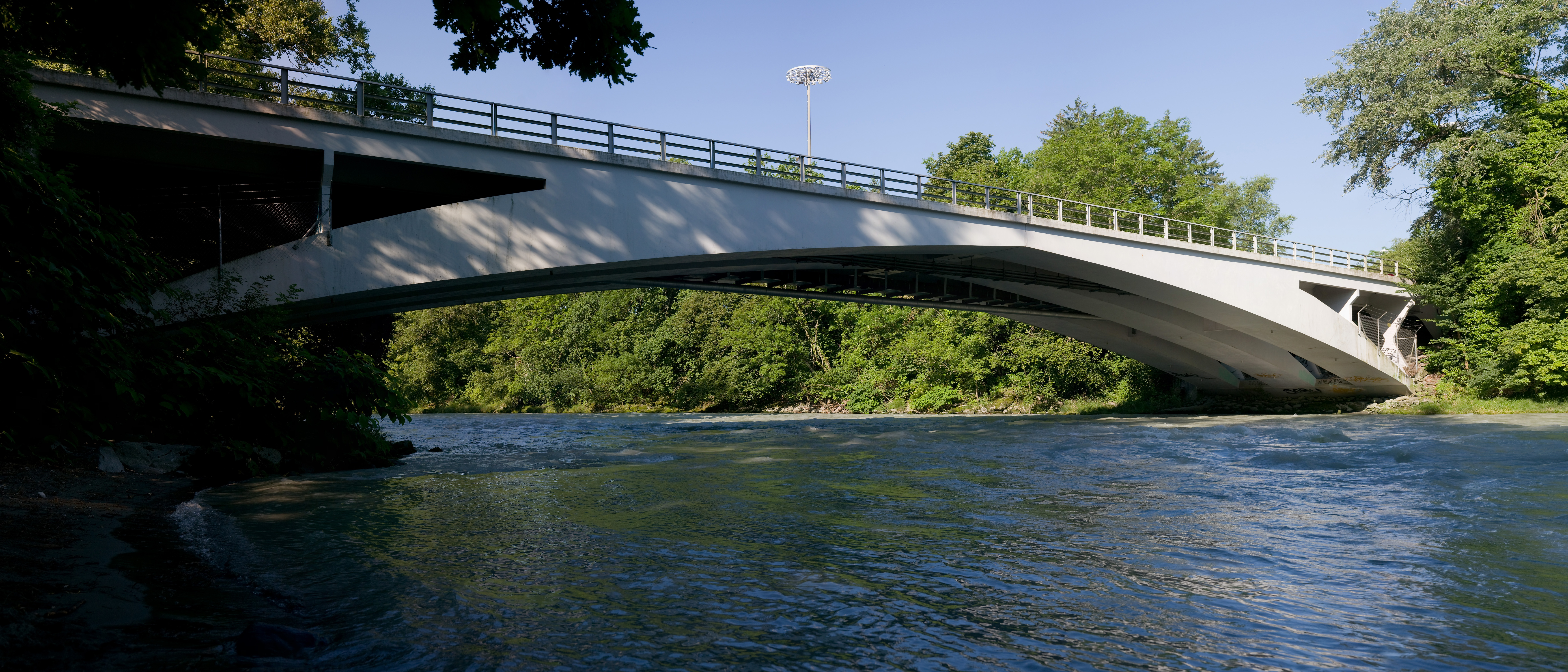
Most přes řeku Arve u Vessy

- Thur-Bücke, Billwil-Oberbüren, 1903–04
- Rhein-Brücke, Tavanasa, 1905
- Laufenbrücke u Laufenburgu (1911)
- Aare-Brücke, Aarburg, 1911–12
- Filtergebäude, Rorschach (1912)
- Alte Rheinbrücke u Rheinfeldenu (1912)
- Getreidemagazin, Altdorf, 1912
- Muota-Brücke, Vorder-Ibach, 1912–13
- Schutzdach, Chiasso, 1913
- Arve-Brücke, Marignier, 1920
- Magazini Generali, sklad Chiasso, 1924
- Sihlpost, Curych, 1926
- Lorrainebrücke, město Bern (1929)
- Landquartbrücke na trati RhB u Klosters (1930)
- Salginatobelbrücke, Schiers, 1930
- Schwandbachbrücke u Hinterfultigenu (kanton Bern) (1933)
- Pont de Vessy, Vessy (kanton Ženeva) (1936)